# Женская сборная Венесуэлы по хоккею на траве
Женская сборная Венесуэлы по хоккею на траве — женская сборная по хоккею на траве, представляющая Венесуэлу на международной арене. Управляющим органом сборной выступает Федерация хоккея на траве Венесуэлы (исп. Federación Venezolana de Hockey sobre Cesped).
Сборная занимает (по состоянию на 6 июля 2015) 63-е место в рейтинге Международной федерации хоккея на траве (FIH).

## Результаты выступлений

### Мировая лига
- 2012/13 — 31-32-е место (выбыли в 1-м раунде)
- 2014/15 — не участвовали

### Панамериканский чемпионат
- 2001 — 7-е место
- 2004—2013 — не участвовали
- 2017 — не квалифицированы

### Чемпионат Южной Америки
- 2003—2006 — не участвовали
- 2008 — 5-е место
- 2010 — 6-е место
- 2013 — не участвовали
- 2014 — 6-е место